# Monticello (Arkansas)
|  | Dieser Artikel wurde aufgrund von inhaltlichen Mängeln auf der Qualitätssicherungsseite des Projektes USA eingetragen. Hilf mit, die Qualität dieses Artikels auf ein akzeptables Niveau zu bringen, und beteilige dich an der Diskussion! Eine nähere Beschreibung der zu behebenden Mängel fehlt. |

Monticello ist eine US-amerikanische Stadt in Arkansas im Drew County. Das U.S. Census Bureau hat bei der Volkszählung 2020 eine Einwohnerzahl von 8.442 auf einer Fläche von 27,8 km² ermittelt  Die Stadt ist County Seat.
Monticello beherbergt die University of Arkansas at Monticello.

## Söhne und Töchter der Stadt
- John S. Wood (1888–1966), Generalmajor der United States Army
- Joe Bishop (1907–1976), Jazz-Arrangeur, Komponist und Flügelhornist
- Hershel W. Gober (1936–2024), Politiker der Demokratischen Partei, der im Kabinett von Präsident Bill Clinton als Minister für Kriegsveteranen amtierte